# Schwehrstein

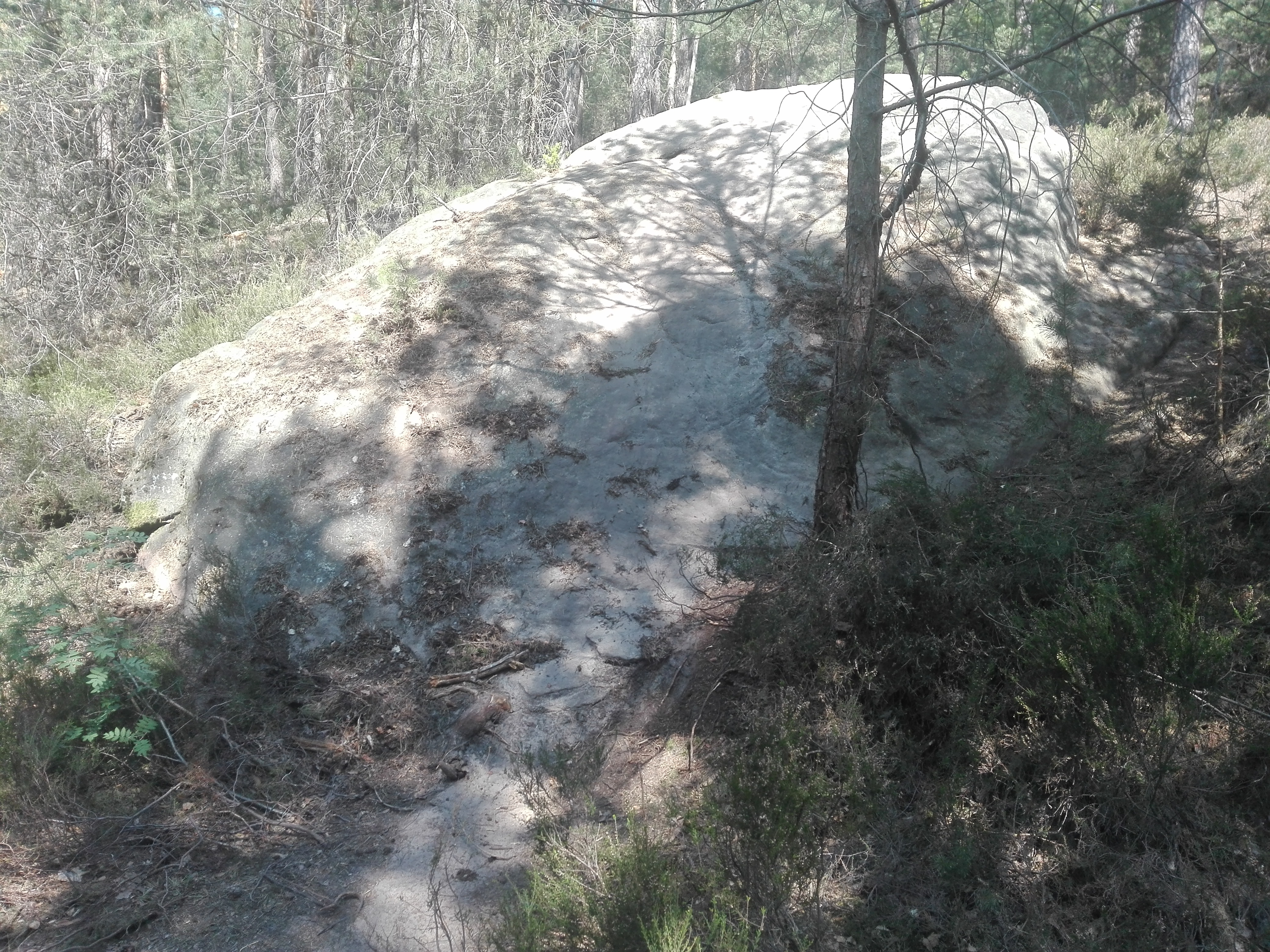
Schwehrstein

Der Schwehrstein ist ein Loogfels, also ein Fels, auf dem spezielle Einkerbungen gemacht wurden, um eine Grenze zu bezeichnen. Er ist in der Denkmalliste des Landes Rheinland-Pfalz als Einzeldenkmal eingetragen.

## Geographische Lage
Der Schwehrstein, dessen Bezeichnung mit dem Wort „schwören“ zusammenhängt, liegt am Südhang des Stabenbergs in der Haardt, dem östlichen Randgebirge des Pfälzerwalds und markiert die Gemarkungsgrenze von Deidesheim nach Nordosten und die Gemarkungsgrenze von Königsbachs, das heute zu Neustadt an der Weinstraße gehört, nach Südwesten. Er liegt auf einer Höhe von 428 m ü. NHN direkt an einer nicht-asphaltierten Fahrstraße, die sich – Stand April 2020 – in einem schlechten Zustand befindet. Ca. 1,7 km Luftlinie im Südosten ist Königsbach.

## Bezeichnungen

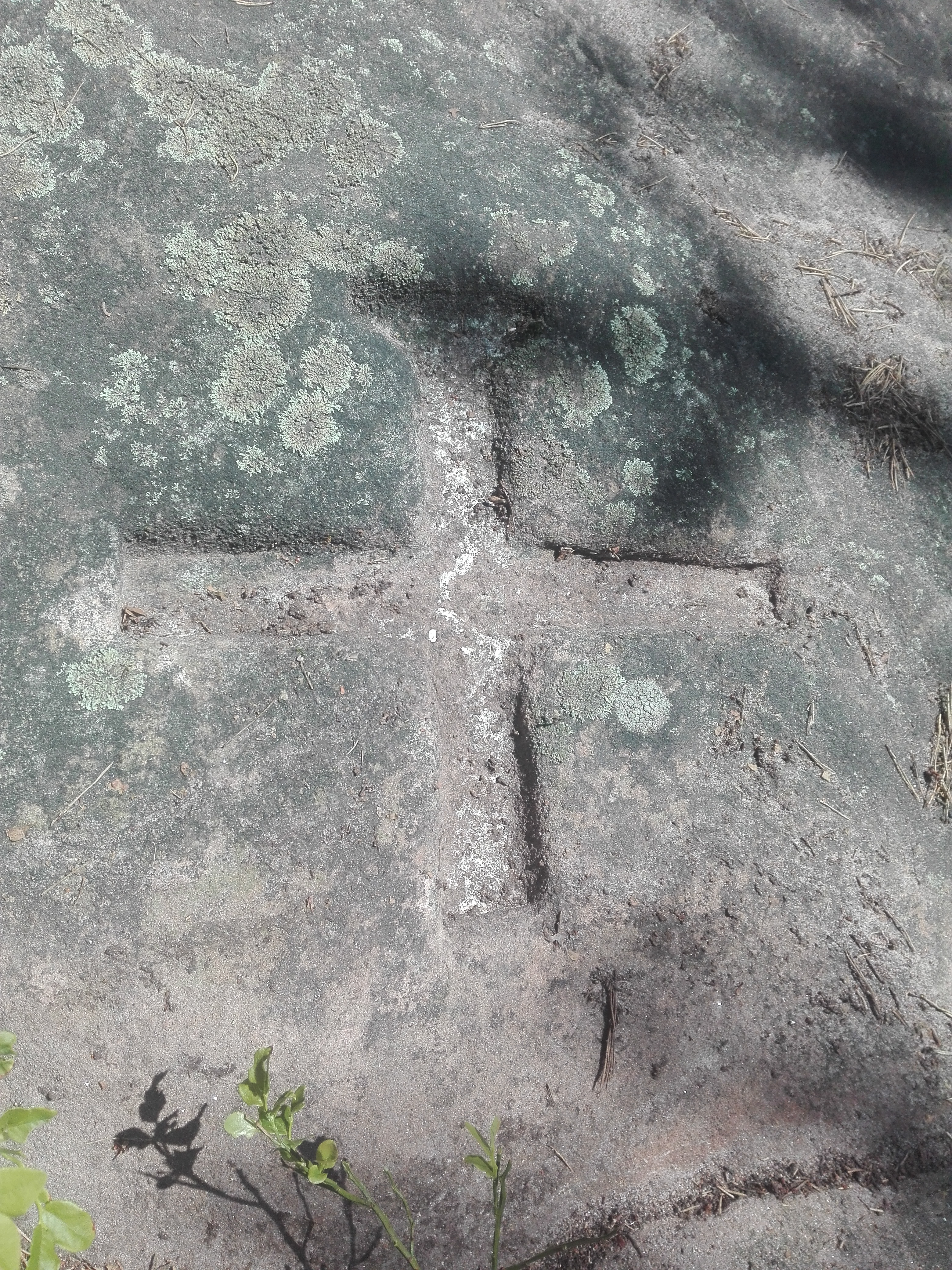
Deidesheimer Waldloogzeichen

Auf dem Stein, von dem Fahrweg aus betrachtet in der linken oberen Ecke, sind folgende Zeichen eingelassen:
- Das um einen kleinen Querbalken erweiterte Kreuz ist das Deidesheimer Waldloogzeichen.
- Das X ist ein Nummerierungszeichen.
- Die 62 ist eine Königsbacher Grenzsteinnummer.